# Негрешть (Ботошань)
Негрешть, Негрешті (рум. Negrești) — село у повіті Ботошані в Румунії. Входить до складу комуни Міхелешень.
Село розташоване на відстані 388 км на північ від Бухареста, 35 км на схід від Ботошань, 86 км на північний захід від Ясс.

## Населення
За даними перепису населення 2002 року у селі проживали 311 осіб, усі — румуни. Усі жителі села рідною мовою назвали румунську.